# Ижевская ТЭЦ-1
Ижевская ТЭЦ-1 — теплоэлектроцентраль, расположенная в Ленинском районе города Ижевск — столицы Удмуртской Республики. Входит в состав Удмуртского филиала ПАО «Т Плюс».
Ижевская ТЭЦ-1 поставляет электрическую энергию и мощность на оптовый рынок электрической энергии и мощности. Является основным источником тепловой энергии для системы централизованного теплоснабжения Ижевска, включая крупные промышленные предприятия и жилищно-коммунальный сектор города. Установленная электрическая мощность — 233,9 МВт, тепловая — 385,8 Гкал/час.

## История
Строительство Ижевской ТЭЦ началось в 1930 году по плану ГОЭЛРО для обеспечения нужд Ижстальзавода и оружейных производств. Была выбрана площадка возле Ижевского пруда. Из-за нехватки топлива строительство было заморожено на три года. Строительство велось практически вручную, без механизированных средств. Первый энергоблок мощностью 24 МВт был введён в эксплуатацию в 1934 году.
Первая очередь станции проектировалась на сжигание древесной щепы, с 1936 года станция переводилась на сжигание угля. В годы Великой Отечественной войны станция испытывала трудности с поставкой угля из оккупированных регионов, была переведена на сжигание дров и угля из Сибири. В 1944 году был введён в эксплуатацию котёл, работающий на местном торфе.
В послевоенные годы ТЭЦ была модернизирована, переведена на синхронную работу с ОЭС Урала, обеспечила покрытие тепловых нагрузок города. В 1961 году выведена из состава Ижевского металлургического завода и передана в Удмуртэнерго. В ходе реформы РАО ЕЭС России ТЭЦ-1 вошла в состав ТГК-5, позднее присоединённой к ОАО «Волжская ТГК». В 2015 году объединённая компания была переименована в ПАО «Т Плюс».
В 2014 году введён энергоблок ПГУ мощностью 230,6 МВт.

## Описание
Удмуртская энергосистема и Ижевская ТЭЦ-1 работают в составе объединенной энергосистемы Урала. Ижевские ТЭЦ-1 и ТЭЦ-2 являются основными энергоисточниками Ижевского энергоузла. Установленная электрическая мощность ТЭЦ-1 на конец 2015 года составляет 290,6 МВт или 36 % от общей мощности электростанций региона. Выработка электроэнергии в 2014 г. составила 1342 млн кВт⋅ч.
ТЭЦ-1 работает в режиме комбинированной выработки электрической и тепловой энергии. Является одним из основных источников тепловой энергии для системы централизованного теплоснабжения города. Установленная тепловая мощность станции — 643,8 Гкал/ч (с учётом 100 Гкал/ч в длительной консервации).
По величине электрической и тепловой мощности ТЭЦ-1 уступает Ижевской ТЭЦ-2 и является второй по величине электростанцией региона.
На станции эксплуатируются неблочная часть, новый блок ПГУ и пиковая водогрейная котельная. Неблочная часть состоит из пяти энергетических котлов и пяти паросиловых турбоагрегатов единичной мощностью 12 МВт (1971—1989 годов ввода в эксплуатацию, в том числе четыре ПТ-12/15-35/10М и один Р-12-35/5М). Парогазовая установка имеет установленную мощность 230,6 МВт и введена в эксплуатацию в 2014 году. Основное оборудование блока ПГУ включает газотурбинную установку ГТЭ-160 мощностью 172,6 МВт, горизонтальный котёл-утилизатор двух давлений Е-236/40.5-9.3/1.5 и теплофикационную одноцилиндровую паровую турбину Т-63/76-8,8 мощностью 58 МВт. Водогрейная котельная включает котёл ПТВМ-100 и два законсервированных котла ПТВМ-50.
В качестве основного топлива используется магистральный природный газ, резервное топливо — мазут (для паросиловой очереди) и природный газ (для парогазовой установки).

## Галерея

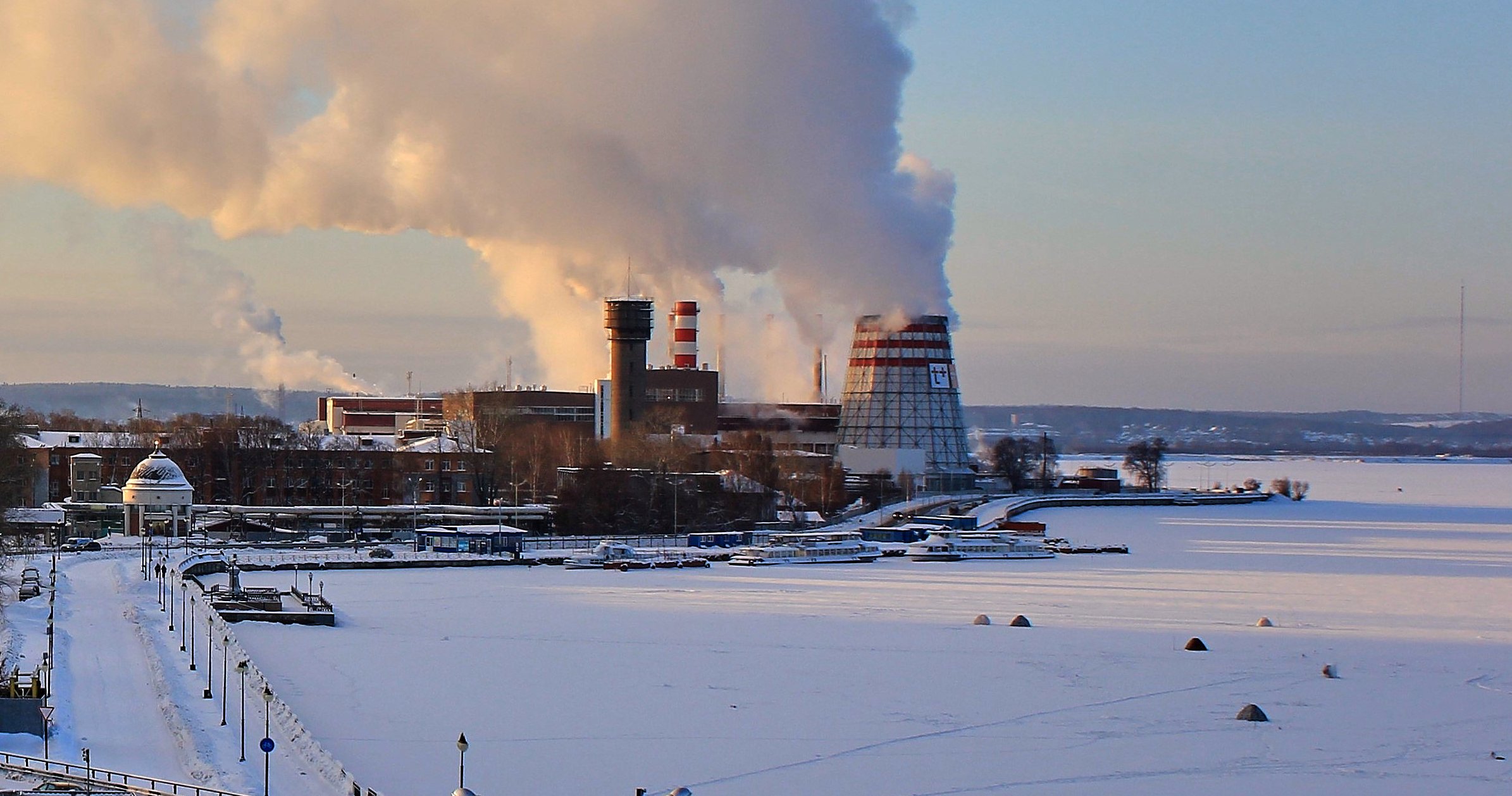
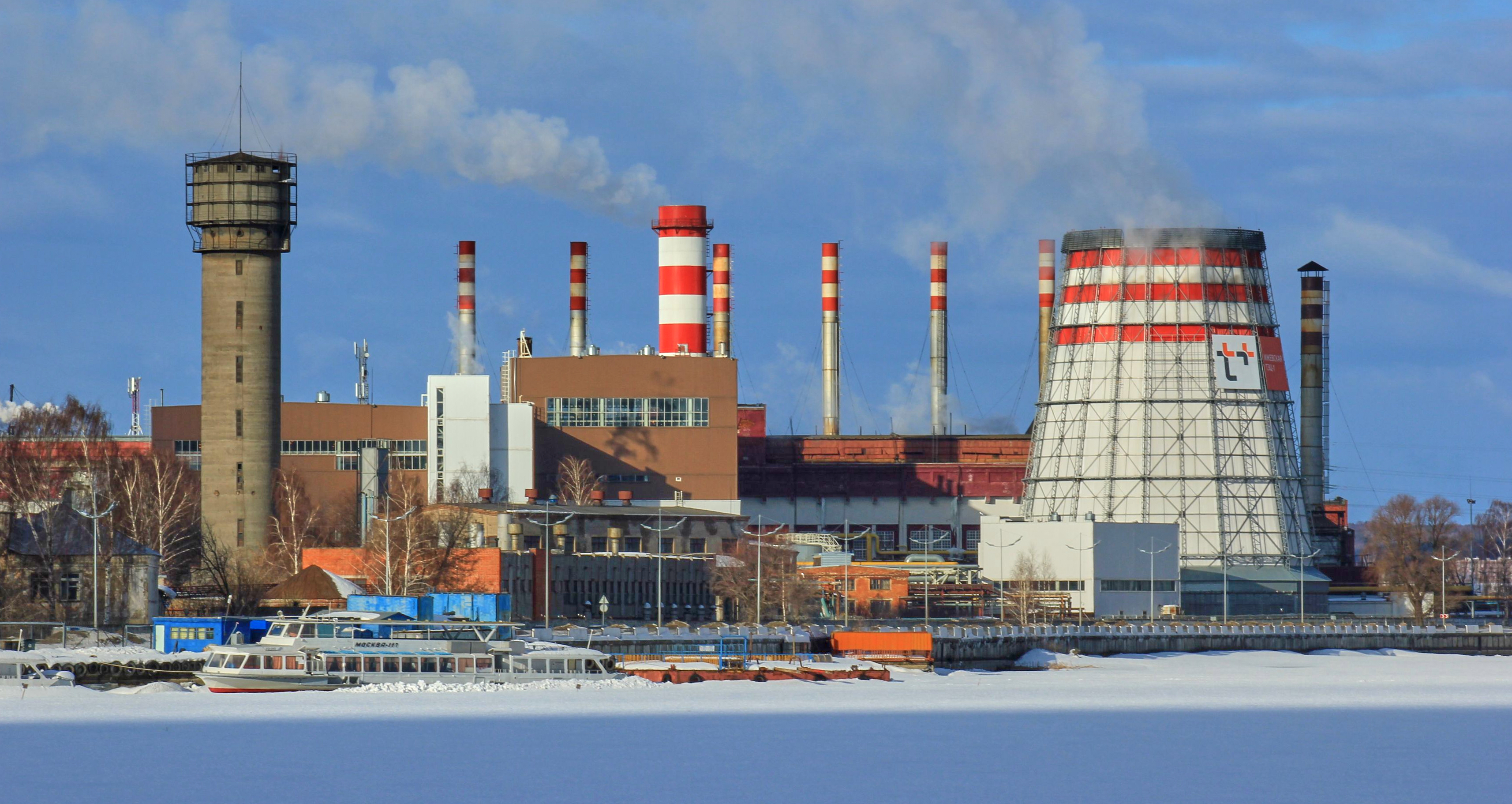
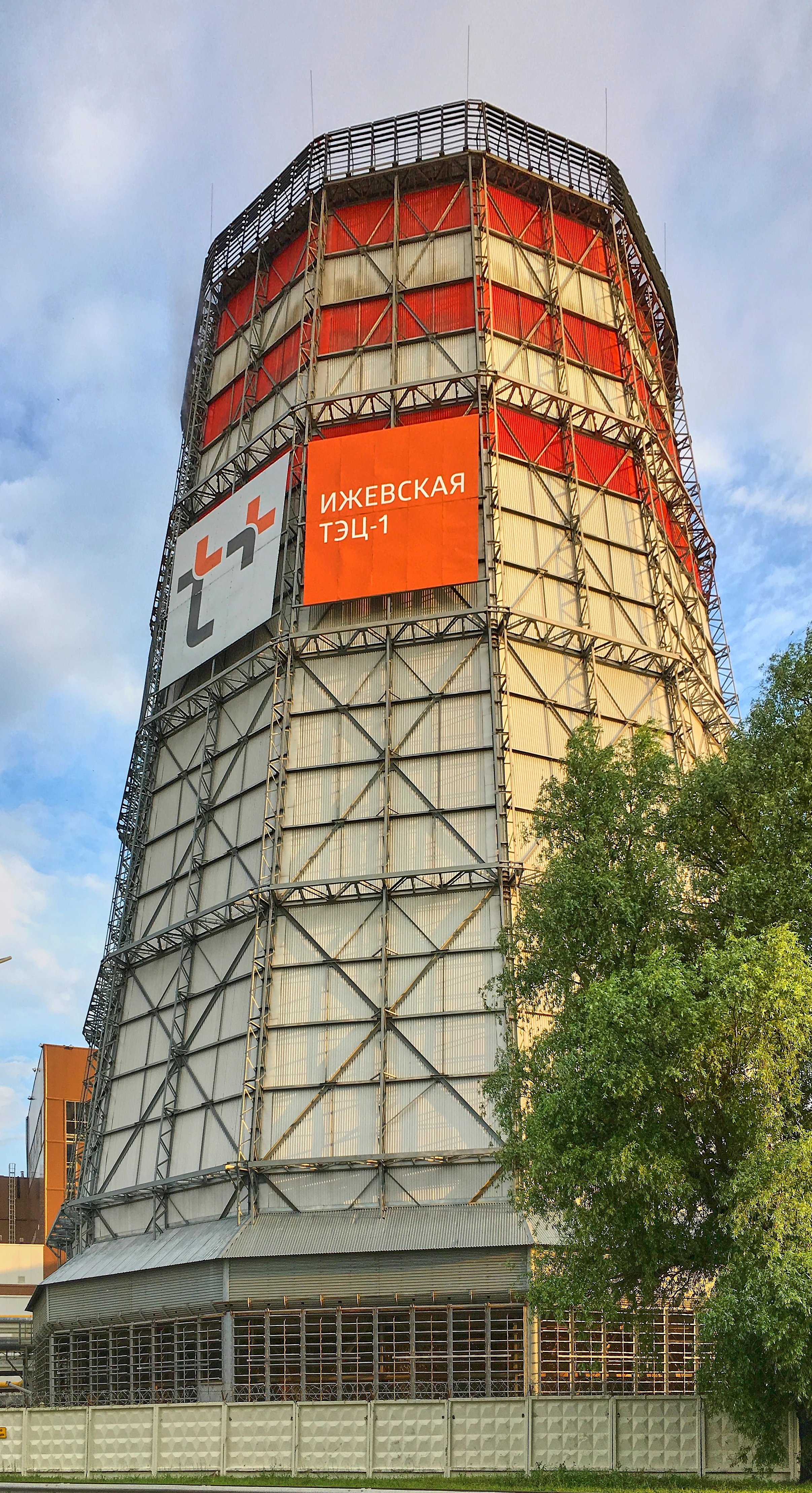
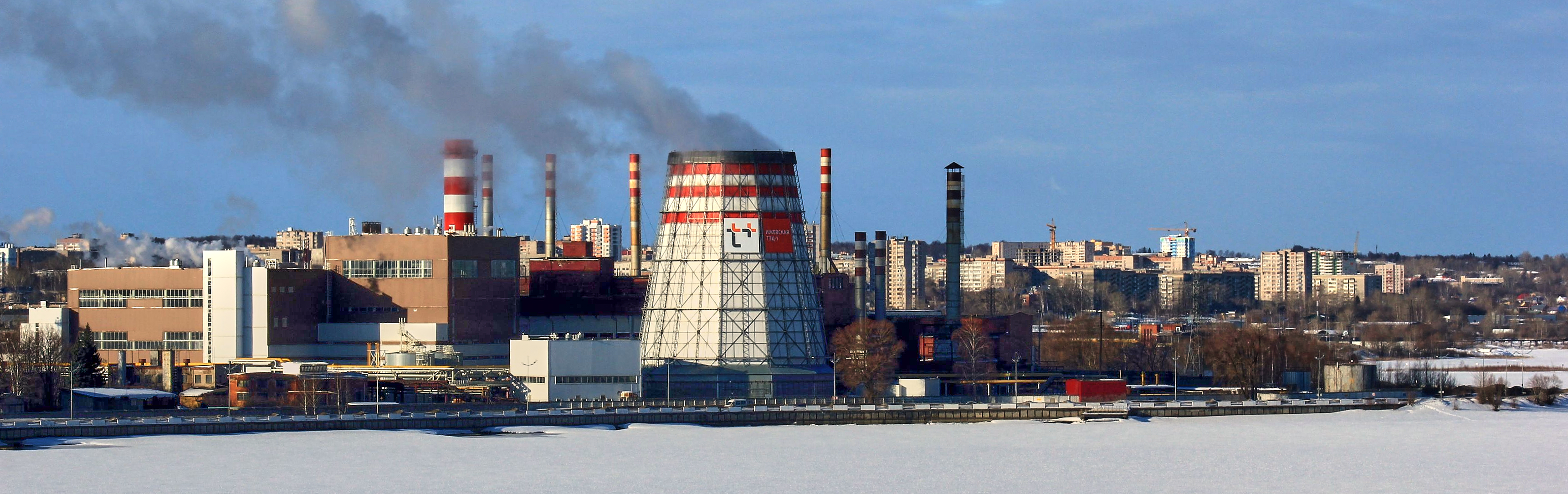
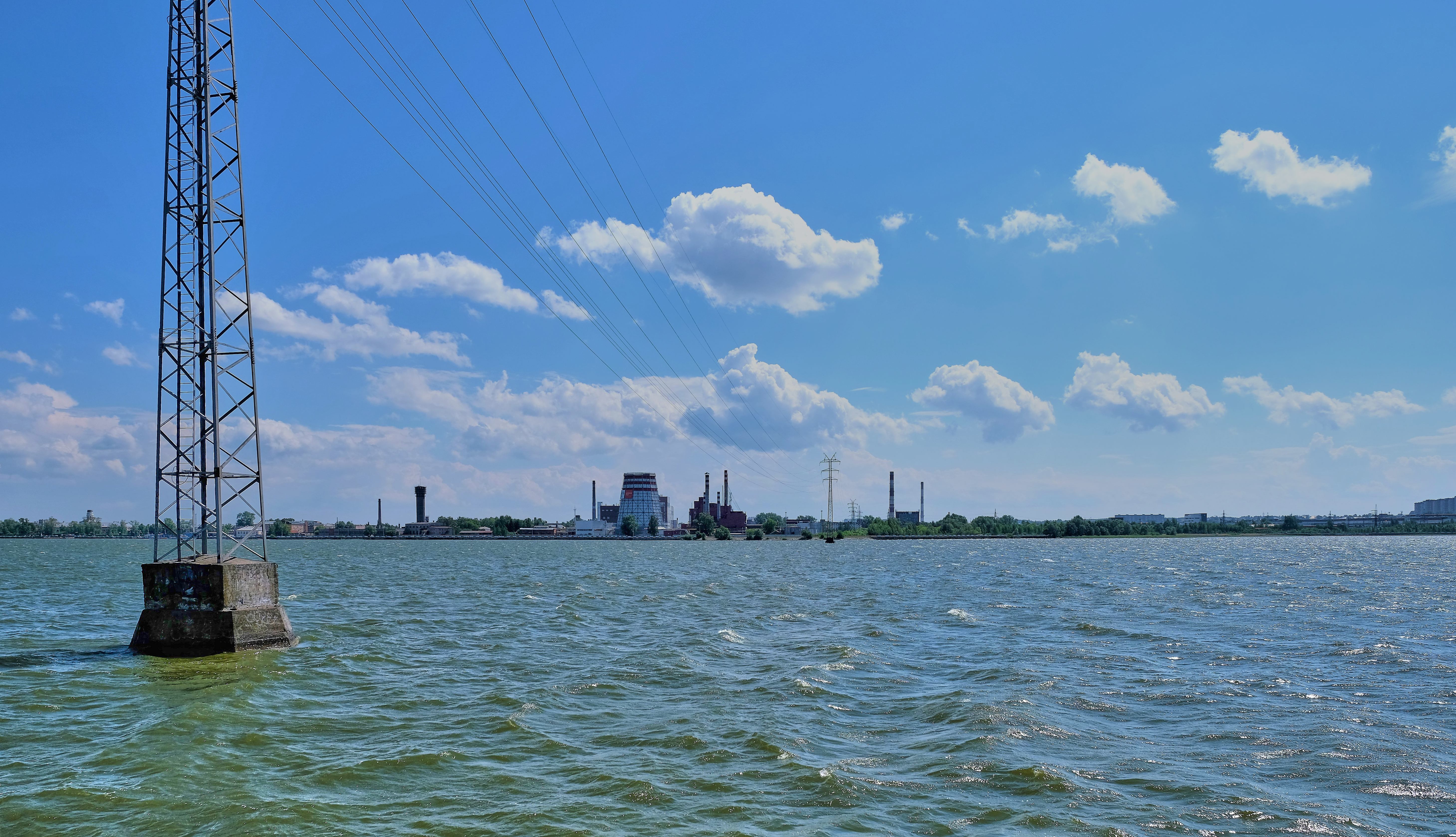
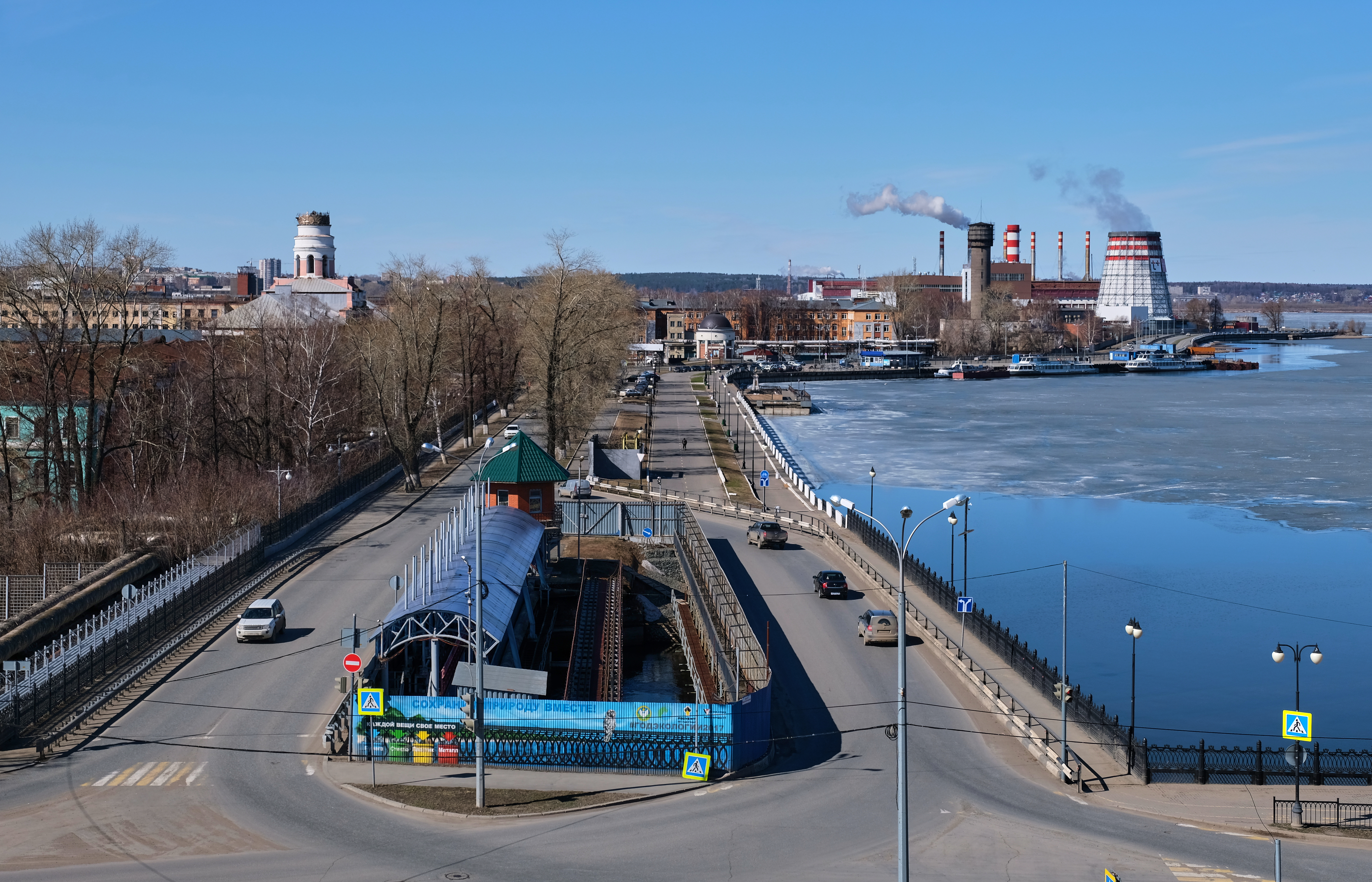